# Heligoland (album)
Heligoland je páté studiové album anglické skupiny Massive Attack. Vydáno bylo v únoru 2010 společností Virgin Records. Umístilo se na šesté příčce Britské albové hitparády. V domovské zemi se rovněž stalo zlatým. Coby hosté se na albu podíleli například Tunde Adebimpe, Guy Garvey a Damon Albarn.

## Seznam skladeb
| Pořadí | Název              | Zpěvák              | Délka |
| ------ | ------------------ | ------------------- | ----- |
| 1.     | Pray for Rain      | Tunde Adebimpe      | 6:44  |
| 2.     | Babel              | Martina Topley-Bird | 5:20  |
| 3.     | Splitting the Atom | Horace Andy         | 5:17  |
| 4.     | Girl I Love You    | Horace Andy         | 5:27  |
| 5.     | Psyche             | Martina Topley-Bird | 3:25  |
| 6.     | Flat of the Blade  | Guy Garvey          | 5:30  |
| 7.     | Paradise Circus    | Hope Sandoval       | 4:58  |
| 8.     | Rush Minute        | Robert Del Naja     | 4:51  |
| 9.     | Saturday Come Slow | Damon Albarn        | 3:44  |
| 10.    | Atlas Air          | Robert Del Naja     | 7:49  |